# Троицко-Байновское месторождение
Троицко—Байновское месторождение — месторождение огнеупорной глины, на территории которого расположены заброшенные карьеры. Полдневской участок Троицко-Байновского месторождения огнеупорных глин назван «Уральским Марсом» и является туристической достопримечательностью Свердловской области.

## Описание
Месторождение является крупнейшим на Урале, его площадь составляет около 75 км². Месторождение относится к нижнемеловым континентальным образованиям. Огнеупорная глина залегает на беликах или известняках нижнего карбона. В кровле залегают верхнемеловые глауконитовые пески и третичные песчано-глинистые отложения и опоки. В результате карстовых явлений мезозойские образования в значительной степени дислоцированы, а залежи огнеупорных глин характеризуются сложной морфологией. Глины выступают в виде гребней, различно ориентированных и непостоянных по величине. Длина их колеблется от 50 до 1500 м, ширина — от 2 до 30 м, глубина — от 5 до 30—60 м.
Глина состоит из каолинита с примесью слюды. В породе также присутствует кварц, серицит, хлорит, пирит, марказит, сферосидерит, рутил, ильменит и другие минералы. В карьерах встречаются три вида глин: пластичные (основные), песчанистые (полукислые) и углистые.

## История
Троицкие глины
В 1915—1916 годах возле села Троицкое разведку месторождения глины производил В. А. Поклевских-Козелл.
С 1924 года разработку месторождения глины вёл Шадринский Промкомбинат. В 1926—1927 годах было добыто 11500 тонн глины.
Байновские глины
С 1925 года месторождение глины возле села Байны разрабатывалось Шадринским промкомбинатом на двух участках. В 1926—1927 годах было добыто 2000 тонн глины. С апреля 1926 года добычу проводил трест «Русские самоцветы» на трёх участках в 25 десятин. В 1925—1927 годах было добыто более 8000 тонн глины.
Байновская глина добывалась для Богдановичского шамотного завода, запуск которого начался в 1930 году. В эксплуатации было 10 периодических печей по обжигу глины на шамот.
В годы Великой Отечественной войны Богдановичский огнеупорный завод стал основным поставщиком огнеупоров для строек Урала и Сибири. На Урале доменный и кауперный кирпич поставлялся для строительства домен Магнитогорского металлургического завода. В 1942 году началась эксплуатация Байновского рудника по добыче огнеупорных глин.
Троицко—Байновские глины
После 1955 года разведками было установлено единое Троицко-Байновское (Богдановичское) месторождение огнеупорных глин, которое стало является крупнейшим месторождением огнеупорных глин на Урале.

## Уральский Марс
По словам директора Богдановичского краеведческого музея Анны Негатины, «Уральский Марс» — это местная достопримечательность с фантастическими, апокалиптическими пейзажами. Но самая интересная фишка после дождя. Глина набирается цвета. Это увалы, горы, подтёки после дождя, очень красиво.
По словам начальника отдела охраны труда завода Богдановичское ОАО «Огнеупоры» Дмитрия Тихонова, «Уральский Марс» — это действующий производственный объект, который представляет собой объект повышенной опасности, является охраняемой территорией и частной собственностью. Свободный доступ в заброшенные карьеры запрещён, и ходить туда без разрешения нельзя. На объектах периодически ведутся буровзрывные работы. Здесь возможно падение с обрыва людей и транспорта, на котором они приезжают. Всегда есть риск обвала и схода породы. А ответственность будет нести огнеупорный завод.
Тем не менее сюда приезжают любители красивого пейзажа и фотографий.

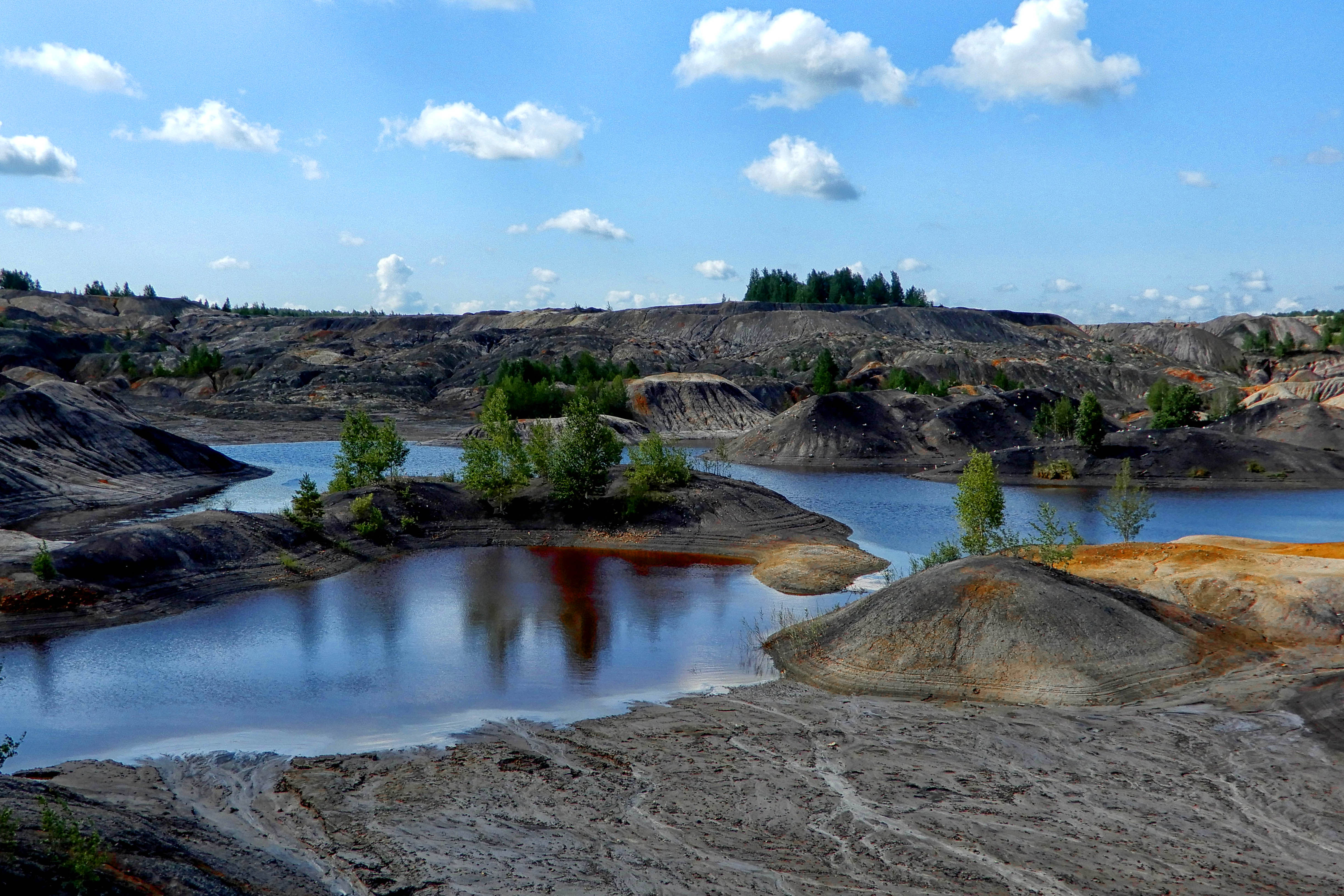
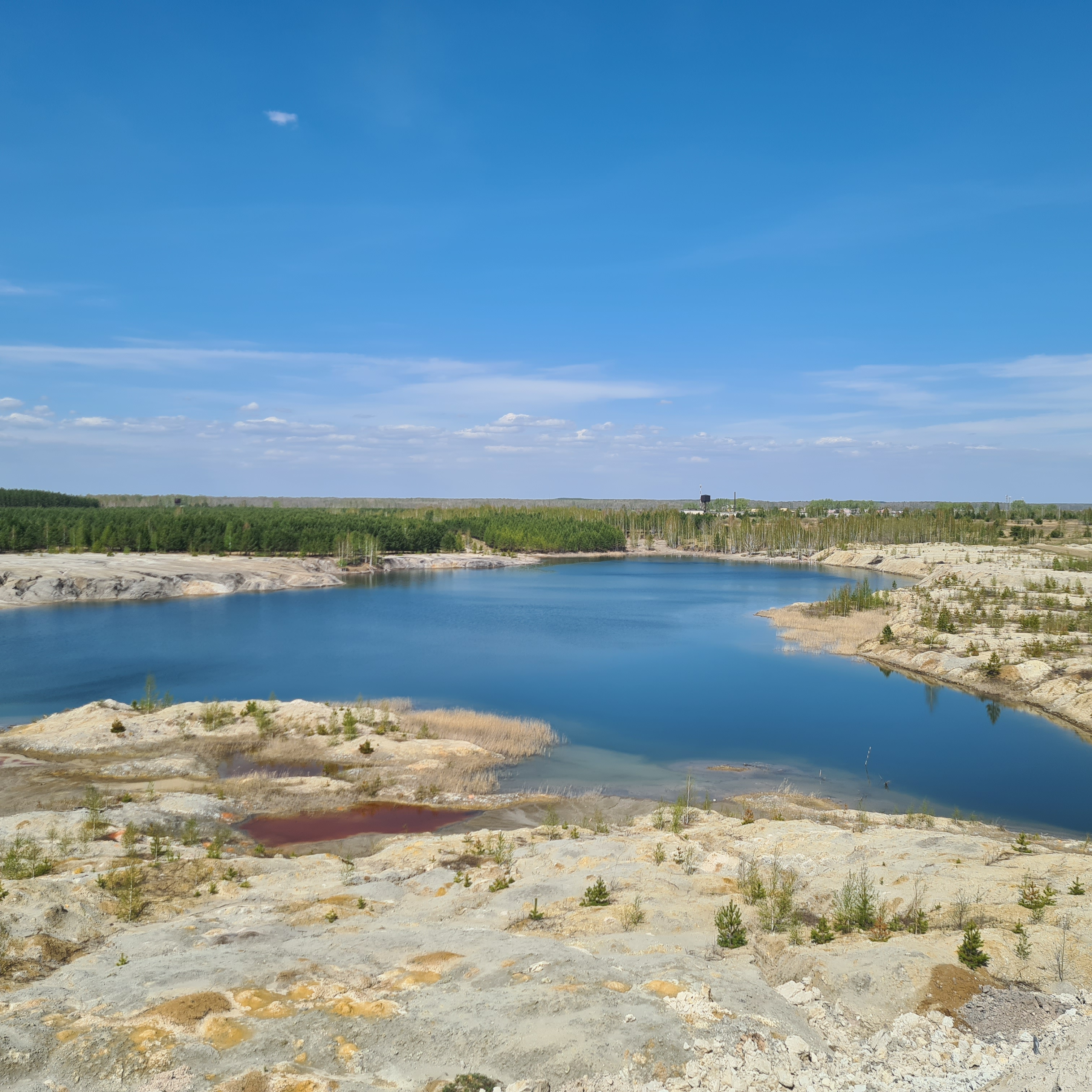
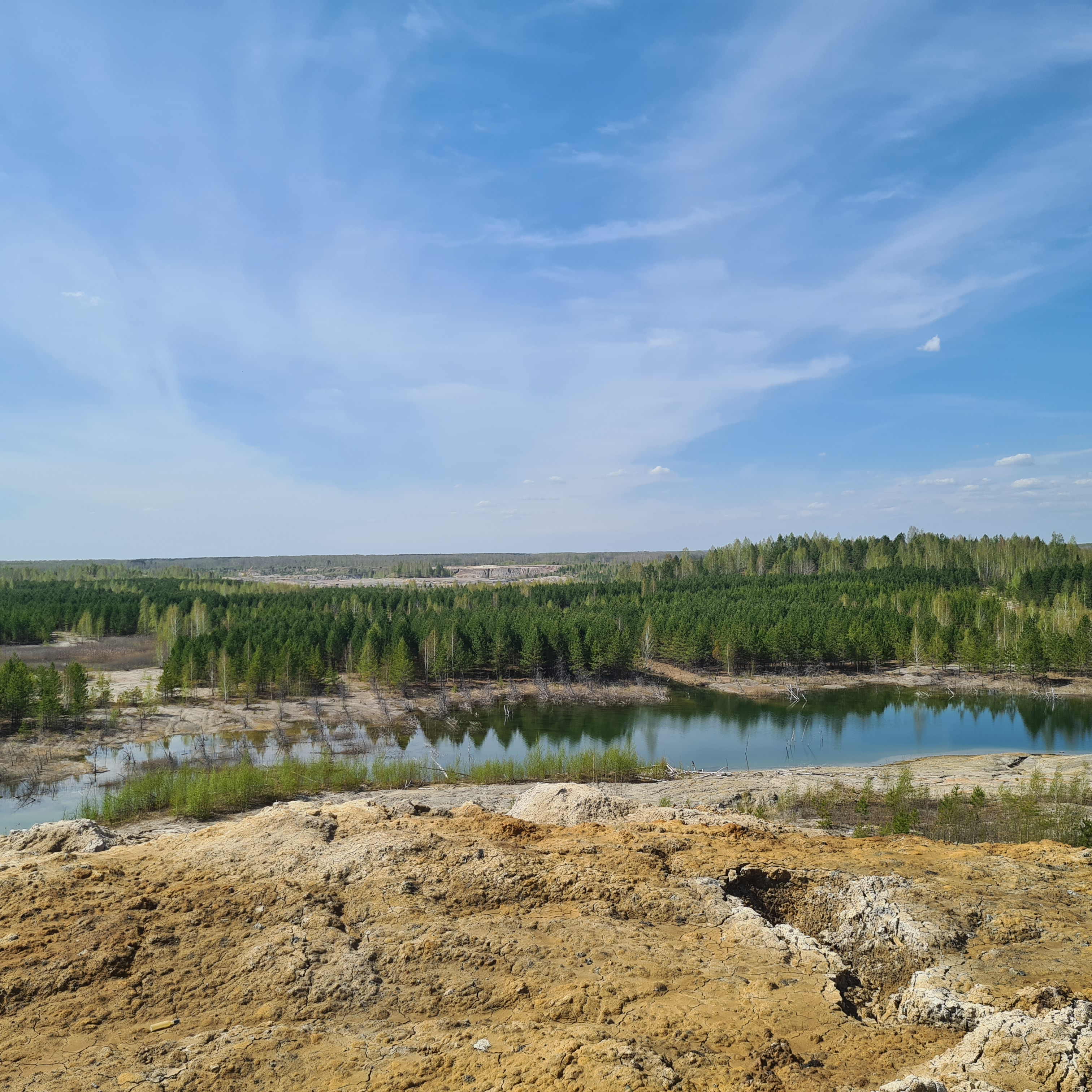
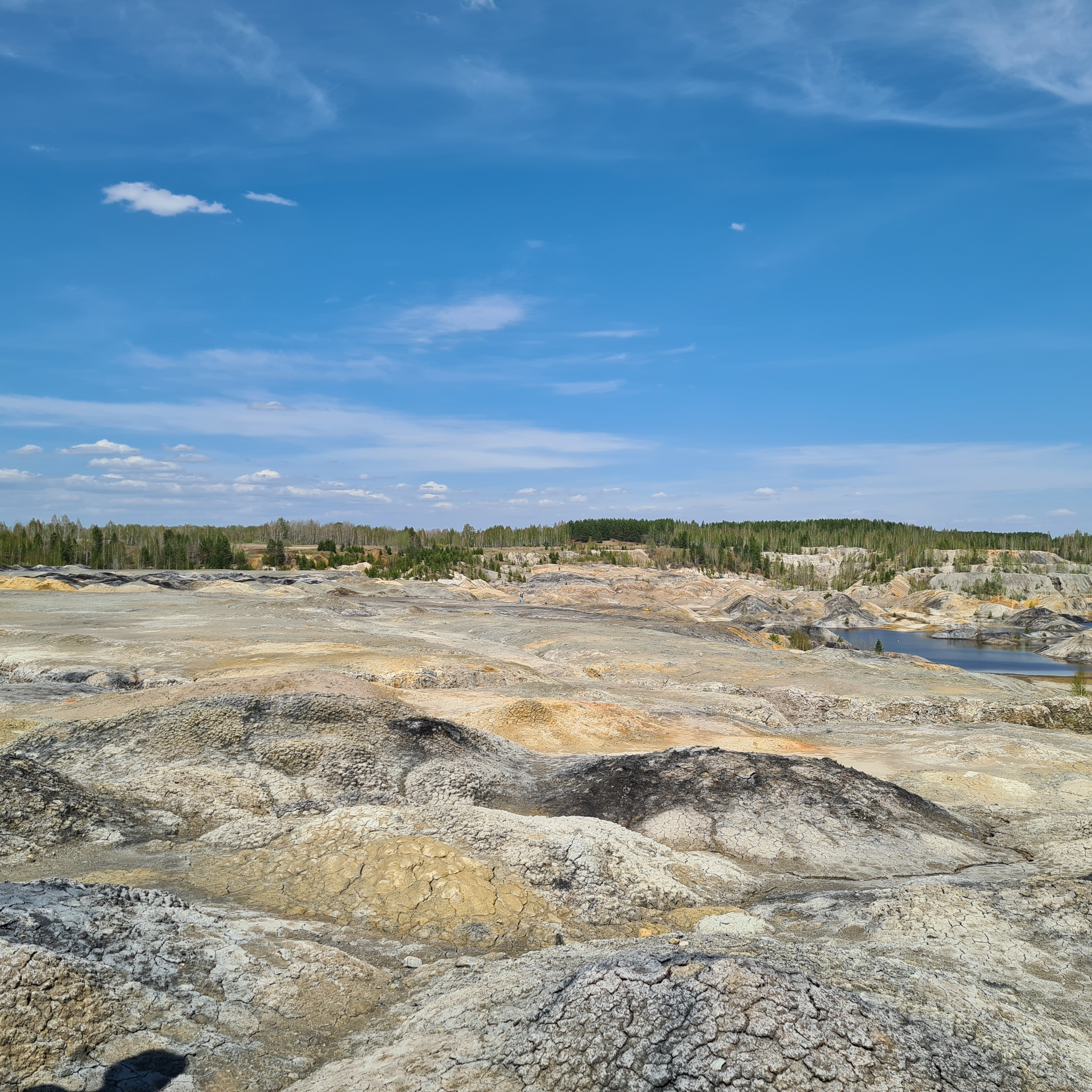
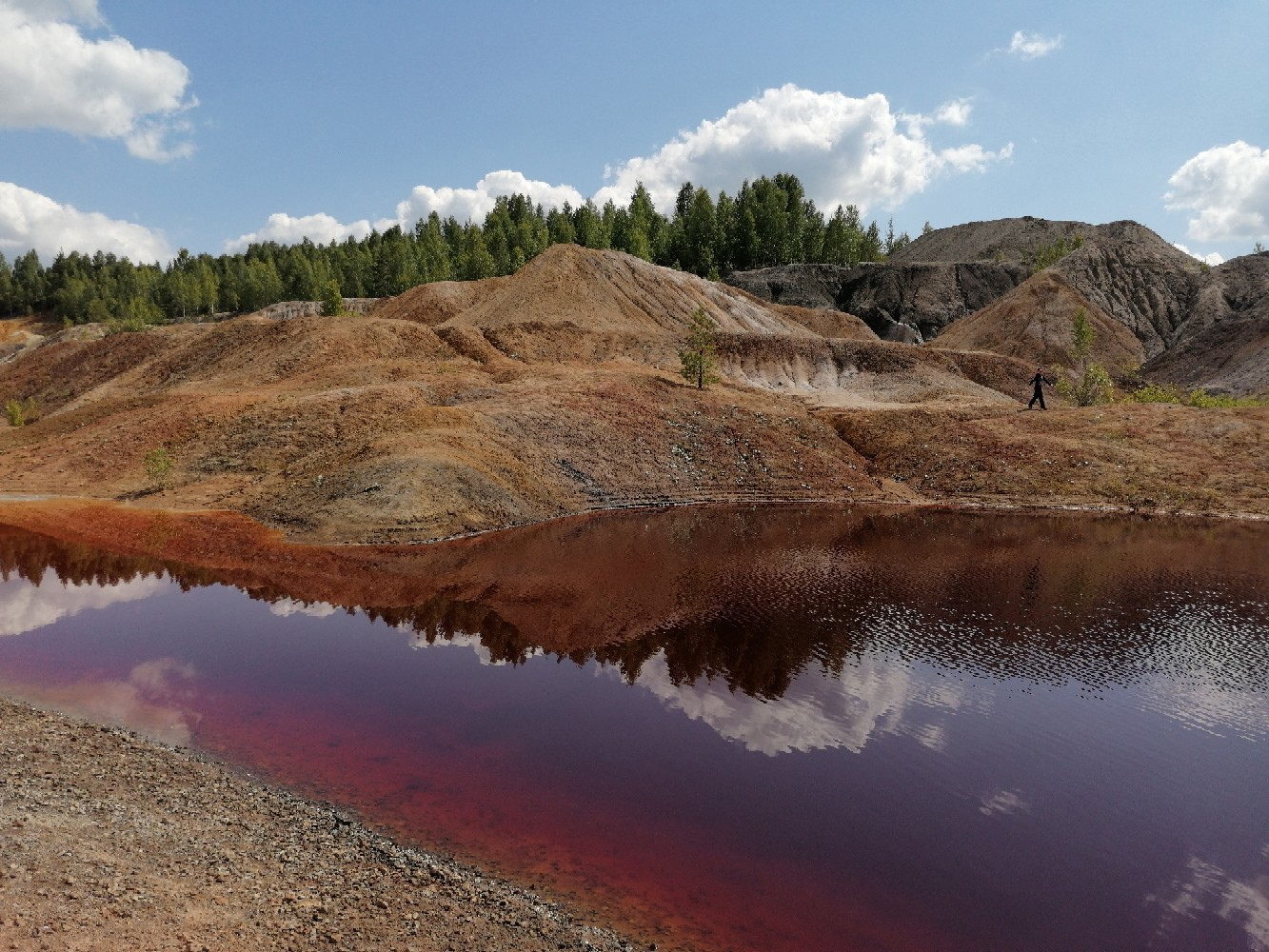